# 献礼
献礼是中华人民共和国各级機關及其它组织为节日和历次中国共产党全国代表大会而进行的庆祝活动，除文艺表演外，包括建设建筑物、排演戏剧、拍摄电视剧、电影等。建筑物称献礼工程，戏剧剧目称献礼剧目，电视剧称献礼剧，电影则称献礼片。主要目的為歌頌中國共產黨的作為與樹立模範典型。
最为重要的献礼节日是中华人民共和国、中国共产党和中国人民解放军的成立纪念日，即国庆节，建党节、八一建军节。1950年代，中华人民共和国政府为迎接建政十周年修建的北京十大建筑，获得广泛认可。现今，与献礼剧、献礼剧相比，各地献礼工程偷工減料问题频出，被广泛质疑。地方政府通过献礼工程，滥用财政费用，官员借机贪污腐败，使得献礼工程变成“献丑工程”。